# Flip 7
Flip 7 — проста картярська гра автора Еріка Ольсена, випущена 2024 року американським видавництвом The Op. Сама гра є азартною за принципом відомих картярських ігор, таких як Очко або Блекджек, де гравці поступово відкривають карти, щоб набрати якомога більшу кількість очок, не допустивши повторного випадання однакового номіналу карти, що завершує серію.
Flip 7 у 2025 році була номінована на престижну премію Spiel des Jahres разом із іграми Bomb Busters та Krakel Orakel .

## Тема та компоненти
У грі Flip 7 гравці намагаються набрати якомога більше очок, відкриваючи карти з числами, але не мають права відкривати одну й ту саму цифру двічі. Це азартна гра в стилі відомих картярських ігор, де гравці можуть вирішувати, чи випробовувати удачу, відкриваючи нові карти (англ. Push Your Luck — «випробуй свою удачу»), чи задовольнитися вже набраними очками.
Ігровий матеріал, окрім правил гри, складається з 94 карт. Серед них 89 карт зі значеннями від 1 до 12 та 0, дев'ять карт дій та шість бонусних карт з додатковими очками. Карти з числами представлені в кількості, що відповідає їхньому числовому значенню, тобто від однієї карти «1» до дванадцяти карт «12».

## Ігровий процес
На початку гри всі карти перемішуються, і визначається роздавальник карт. Він по черзі відкриває перед кожним гравцем по одній карті, яка може бути з числом, бонусом або спеціальною. В останньому випадку виконується ефект спеціальної карти, інакше гра продовжується по колу. Після того, як кожен гравець має перед собою одну карту, слідують наступні кола, в яких кожен гравець може вирішити, чи брати ще одну карту, чи пасувати та вийти з раунду. Якщо перед гравцем вдруге відкривається карта з тим самим номіналом, він вибуває з раунду без очок.
Окрім карт з числами, у грі є бонусні карти, які надають гравцям бонус при підрахунку очок, а також три види спеціальних карт:
| Карта                       | Дія |
| --------------------------- | --- |
| Second Chance (Другий шанс) | Карта залишається перед гравцем, доки він не отримає дубль карти з числом. Тоді вона скидається разом із дубльованою картою, і гравець не вибуває з раунду. |
| Flip Three (Відкрий три)    | Будь-який гравець отримує послідовно три останні карти та повинен завершити раунд. Якщо при цьому відкривається дубль карти з числом, він вибуває.          |
| Freeze (Заморозка)          | Будь-який гравець повинен завершити раунд і наприкінці отримує очки, набрані до цього моменту.                                                              |

Раунд завершується, коли всі гравці або спасували, або вибули. Крім того, раунд негайно завершується, якщо один із гравців має перед собою сім різних числових карт («Flip 7»); цей гравець отримує додатково 15 спеціальних очок. Усі гравці, які добровільно завершили свій раунд, підраховують свої очки та додають потенційні бонусні карти. Бонусна карта «x2» застосовується перед підсумовуванням інших бонусів. Гра триває кілька раундів, доки принаймні один гравець не набере 200 очок. Гравець із найбільшою кількістю очок перемагає.

## Розробка та відгуки
Гру Flip 7 розробив Ерік Ольсен, і вона була випущена англійською мовою у 2024 році американським видавництвом The Op. У 2025 році з'явилися видання гри італійською, французькою, нідерландською та німецькою мовами. Німецькомовна версія розповсюджується видавництвом Kosmos Spiele.
Гра отримала позитивні відгуки на кількох платформах, але подекуди й критику. Гаральд Шраперс, наприклад, писав: «Flip 7 — це гра, яку можна багато за що критикувати, навіть за зовнішніми ознаками. Коробка занадто велика, карти можуть у ній ковзати, що зовсім не добре для й без того поганої якості карт. Графіка лицьового боку карт функціональна, а зворотний бік виглядає дуже дешево». Він навіть пише, що Flip 7 «несправедлива та незбалансована» і «об'єктивно […] не є хорошою грою». Водночас він зазначає, що «суб'єктивно вона приносить задоволення всім за столом, особливо у великих компаніях». Удо Бартш у своєму блозі «Rezensionen für Millionen» називає гру «привабливою». На його думку, «розумно продумано», «що найцінніші карти водночас є найпоширенішими, а отже, і найризикованішими», а «нечисленні спеціальні карти добре збалансовані». Як і Шраперс, він також порушує проблему, що гравці, які «відстали», майже не мають шансів наздогнати лідерів. На його «регулярних ігрових сесіях Flip 7 сприймається не дуже добре і в кращому випадку вважається посередньою», однак у «змішаних публічних групах Flip 7 часто виявляється сильнішою, веселішою та набагато емоційнішою, ніж можна було б очікувати від такої невеликої гри».
У травні 2025 року Flip 7 разом з іграми Bomb Busters та Krakel Orakel була номінована на премію Spiel des Jahres. Журі обґрунтувало свою оцінку так:
|  | Простими засобами «Flip 7» пробуджує жадібність, зловтіху та захопливе напруження. Ми з нетерпінням чекаємо кожної нової карти. Спеціальні карти вносять у гру саме ту дозу взаємодії та непередбачуваності. «Flip 7» — це більше, ніж просто оцінка ймовірностей. Вона живе атмосферою за столом. |